# (341) California
(341) California ist ein Asteroid des inneren Hauptgürtels, der am 25. September 1892 vom deutschen Astronomen Max Wolf an seiner Privatsternwarte in Heidelberg bei einer Helligkeit von 12 mag entdeckt wurde.
Der Asteroid wurde vom Entdecker benannt nach dem US-amerikanischen Bundesstaat Kalifornien, um an seinen Besuch im Jahr 1893 zu erinnern.

## Wissenschaftliche Auswertung
Aus Ergebnissen der IRAS Minor Planet Survey (IMPS) wurden 1992 Angaben zu Durchmesser und Albedo für zahlreiche Asteroiden abgeleitet, darunter auch (341) California, für die damals Werte von 14,7 km bzw. 0,50 erhalten wurden. Eine Auswertung von Beobachtungen durch das Projekt NEOWISE im nahen Infrarot führte 2012 zu vorläufigen Werten für den Durchmesser und die Albedo im sichtbaren Bereich von 15,8 km bzw. 0,43.
Photometrische Messungen des Asteroiden fanden statt vom 12. Dezember 2013 bis 31. März 2014 an der Anderson Mesa Station des Lowell-Observatoriums in Arizona. Die aufgezeichnete Lichtkurve wies darauf hin, dass es sich bei (341) California um einen sehr langsamen Rotator handelt, für die Rotationsperiode wurde ein vorläufiger Wert von 317 h, also fast zwei Wochen, abgeleitet. Eine zweite Beobachtungsreihe vom 11. Februar bis 23. April 2015 am gleichen Ort zeigte zusätzlich Anzeichen für eine Taumelbewegung des Asteroiden. Auch die Daten einer 14-tägigen Messung vom 3. bis 17. Juli 2016 am Command Module Observatory in Arizona passten zu dieser Rotationsperiode. Eine weitere ausführliche Beobachtung erfolgte vom 3. Juni bis 7. Dezember 2016 am Organ Mesa Observatory in New Mexico. Die genaue Analyse führte zu einer primären Rotationsperiode von 318 ± 2 h, für die Taumelbewegung wurde eine mögliche Periode von 250 ± 2 h abgeleitet. Anzeichen für kurzfristige Schwankungen konnten nicht festgestellt werden.
Mit einer Auswertung photometrischer Daten des Lowell-Observatoriums und des Gaia DR2-Katalogs konnte im Jahr 2019 mit der Methode der konvexen Inversion ein dreidimensionales Gestaltmodell des Asteroiden für eine Position der Rotationsachse mit retrograder Rotation und eine Periode von 320,79 h bestimmt werden. Im Jahr 2021 wurde aus archivierten Daten und photometrischen Messungen von Gaia DR2 erneut eine Rotationsachse mit retrograder Rotation berechnet. Die Rotationsperiode wurde dabei zu 320,80 h bestimmt.
Erst in einer Untersuchung von 2021 konnten auch die vermeintlich verlorenen Messdaten einer sechswöchigen Beobachtung von (341) California vom 13. Januar bis 25. Februar 2014 am Center for Solar System Studies (CS3) in Colorado wiederhergestellt und veröffentlicht werden. Die Lichtkurve zeigte auch hier Anzeichen einer Taumelbewegung und wurde zu einer Rotationsperiode von 310 ± 10 h ausgewertet.